# Астеродија
Астеродија је у грчкој митологији било име више личности.

## Митологија
1. Једна од могућих супруга Ендимиона, па тако и Епејева мајка.[1][2]
2. Кавкаска нимфа, која је са краљем Ејетом имала сина Апсирта.[3]
3. Фокова жена и Крисова и Панопејева мајка.[3]
4. Једна од кћерки краља Дејона, Еоловог сина.[4]